# ザ・ジョディ・グラインド
『ザ・ジョディ・グラインド』（The Jody Grind）は、アメリカ合衆国のジャズ・ピアニスト、ホレス・シルヴァーが1966年に録音・1967年に発表したスタジオ・アルバム。

## 解説
新メンバーのタイロン・ワシントンは、学友であったウディ・ショウの推薦により、1966年夏にシルヴァー・クインテットに加入した。前作『ザ・ケープ・ヴァーディーン・ブルース』と同様、クインテットによる録音と、ゲストを迎えた3管編成の曲が混在しており、本作に参加したジェームス・スポルディングは、既にフレディ・ハバード、グラント・グリーン、ウェイン・ショーター、デューク・ピアソン、ボビー・ハッチャーソンのブルーノート・レコードにおける録音に参加し、本作では1966年11月23日録音の3曲に参加した。
スティーヴ・ヒューイはオールミュージックにおいて5点満点中4.5点を付け「ホレス・シルヴァーは『ザ・ケープ・ヴァーディーン・ブルース』で、些か現代的な方向性に寄っていたのに対し、続く『ザ・ジョディ・グラインド』では、彼のトレードマークであるファンキー・ジャズに回帰した」「アルバム全編にわたって、優れたグルーヴと引き締まったソロを聴くことができ、シルヴァーの音楽の美点をよく表している」と評している。

## 収録曲
全曲ともホレス・シルヴァー作。
1. ザ・ジョディ・グラインド - "The Jody Grind" - 5:52
2. メリー・ルー - "Mary Lou" - 7:10
3. メキシカン・ヒップ・ダンス - "Mexican Hip Dance" - 5:55
4. ブルー・シルヴァー - "Blue Silver" - 5:58
5. グリース・ピース - "Grease Piece" - 7:32
6. ディンプルズ - "Dimples" - 7:17

## 参加ミュージシャン
- ホレス・シルヴァー - ピアノ
- ウディ・ショウ - トランペット
- タイロン・ワシントン - テナー・サクソフォーン
- ジェームス・スポルディング - アルト・サクソフォーン(on #2, #4, #5)、フルート(on #2)
- ラリー・リドレー - ベース
- ロジャー・ハンフリーズ - ドラムス